# Dafina Zeqiri
Dafina Zeqiri (Varberg, Švedska, 14. travnja 1989.) također poznata kao Dafina i Duffye je kosovska pjevačica i tekstopisac rođena u Švedskoj. 
Roditelji joj potječu iz Prištine. Dafina Zeqiri prvo je postigla popularnost među publikom na albanskom govornom području, a kasnije šire kroz svoje nastupe na festivalima i televizijskim nastupima. To je uključivalo nastup na najvećem kosovskom talent natjecanju »Polifest« u tri godine: 2007., 2008. i 2009. godine. U 2012. godini dobila je 10 nominacija za Videofest nagrade i osvojila četiri.
Godine 2007., Dafina je nastupila na Polifest Festivalu i nominirana je za pjesmu "Rare e Përmallë", a na kraju je osvojila i natjecanje.
Godine 2008. Dafina je dobila nagradu BOOM za pjesmu "Adios", a nagrađena je nagradom publike. U istoj godini pokrenula je svoj prvi album pod nazivom "Knock Down". 
Godine 2009., njezina je karijera napredovala nakon plesnoga natjecanja "Nova godina 2009.", gdje je pobijedila u konkurenciji najpopularnijih pjevača na Kosovu. Nastavila s dvije suradnje s pjevačima Blero & F-Kay s pjesmom "La Vida Loca" i Capital T & 2po2, "Lot Naltë". Obje pjesme bile su hitove ljeta. 
U veljači 2010., Dafina je pjevala u emisiji Radio televizije Kosovo "Oxygen". Nakon ove emisije, Dafina je putovala u Australiju kako bi snimila pjesmu na engleskom jeziku, "Rock This Club". Spot pjesme "Amazing Girl" bio je pobjednik Videofest nagrada za najbolju spot". Imenovana je u ukupno osam kategorija i osvojila četiri od njih. 
U prosincu 2011. godine, Dafina Zeqiri objavila je svoj novi album i spot. U tom albumu bila je i pjesma »D & G«, koju je napravila s albanskim reperom Getoar Selimijem, poznatim pod imenom "Geti".